# Stadthalle Lahnstein
Die Stadthalle Lahnstein ist ein Veranstaltungszentrum der Stadt Lahnstein im Rhein-Lahn-Kreis. Das weitgehend unverändert erhaltene Gebäude gilt als seltenes Zeugnis der Architektur der 1970er-Jahre in Rheinland-Pfalz und bekam bereits 1975 eine Auszeichnung durch den rheinland-pfälzischen Staatspreis „Kunst am Bau“. 2007 wurde das Gebäude von der Generaldirektion Kulturelles Erbe Rheinland-Pfalz aufgrund seiner hochwertigen künstlerischen Gestaltung und der qualitätvollen Architektur als Kulturdenkmal eingestuft.

## Räumlichkeiten
Die Stadthalle Lahnstein besteht aus einem Großen Saal mit Empore sowie einem Kleinen Saal, die kombiniert rund 1000 Sitzplätze bereitstellen. Drei ebenfalls kombinierbare Konferenzsäle haben zusammen rund 200 Plätze. Zusätzlich können Foyers in den verschiedenen Etagen sowie eine Gastronomie genutzt werden.

## Geschichte und Architektur
Im Zuge der Zusammenlegung der bisher selbständigen Städte Ober- und Niederlahnstein zur Stadt Lahnstein im Jahre 1969 sollte zum Zeichen der Zusammengehörigkeit eine gemeinsame Stadthalle entstehen. Dazu wurden im Bereich des damals noch kleinteilig bebauten Salhofplatzes mehrere Häuser niedergelegt, um Platz für die neue Halle zu schaffen.
Nach Plänen der Architekten Jürgen Jüchser und Peter Ressel vom Büro Planungsring Wiesbaden wurde ein Neubau in Stahlbetonbauweise errichtet, Grundsteinlegung erfolgte im Juni 1971, das Richtfest im Dezember desselben Jahres. Das in den Platz vorspringende Gebäude besteht aus Fertigbetonteilen und ist durch horizontale Fenster- und Betonbänder untergliedert. Teile der alten Stadtmauer wurden in den Neubau integriert, eine Passage verläuft durch das Gebäude hinweg, um die Halle auch von der Rückseite erreichbar zu machen.

## Außenfassade
Die Außenfassade wurde zunächst als reine Sichtbetonfassade in Dyckerhoff Weiß geplant, später wurde dann die Idee einer künstlerischen Gestaltung für Teile der  Fassade durch den Stuttgarter Künstler Otto Herbert Hajek (1927–2005) umgesetzt. Hajek schuf für die Hauptfassade ein Relief aus primärfarbigen geometrischen Mustern, um gezielt auf die gegenüberliegende historische Stadtbefestigung in modernen Formen zu antworten. Lediglich an einem Knick in der Fassade wurde für die Gebäudekante das Farbkonzept durch vertieft liegende vergoldete Felder durchbrochen.

## Innenraumgestaltung
Auch im Inneren setzte Hajek die Farbigkeit und Ornamentik der Außenfassade in der Wand-, Boden- und Deckengestaltung fort. Gleich im Foyer sticht der bunte Teppich mit seinen typischen 70er-Jahre-Mustern dem Besucher ins Auge, der sich über alle Geschosse sowie die Konferenz- und Sanitärräume zieht. Ein von Hajek entworfener zwei Meter hoher Obelisk, der „Lahnstein“, der aus heimischem Lahnmarmor gefertigt ist, teilt die Treppenaufgänge.

## Instandsetzungen
Ab 2005 erfolgten in verschiedenen Abschnitten Sanierungen, die u. a. dem Brandschutz dienten. Hajeks Bauplastik „Zinnenfeld“ im oberen Foyer musste aus diesem Grund entfernt werden. 2007 wurden der mittlerweile stark in Mitleidenschaft gezogene Teppich sowie die Decken erneuert. Der grelle Teppich konnte von der einstigen Herstellerfirma nach alten Originalmustern und Farben nachgewebt und im September des Jahres neu verlegt werden.
Nachdem sich an der Außenfassade Schäden am Beton zeigten und die ursprüngliche Farbigkeit kaum noch zu erkennen war, erwog die Stadt im Jahr 2015 eine Außensanierung der Halle. Eine erste Planung sah vor, die Fassadenflächen inklusive Hajeks Relief mit einer kompletten Beschichtung zu versehen und nach einer glättenden Spachtelung die ursprüngliche Farbigkeit durch aufzubringende Malerei nachzuempfinden. Durch diese Maßnahmen wäre die gesamte von Architekten und Künstler erzeugte Optik unwiederbringlich verloren gegangen. Nach Intervenierung durch den Denkmalschutz und dem Institut für Steinkonservierung konnte 2017 die Deutsche Bundesstiftung Umwelt gewonnen werden, um in einem geförderten Modellprojekt zur denkmalgerechten Instandsetzung von Betonbauten eine behutsame Renovierung der Stadthalle mit nur minimalen Eingriffen zu unterstützen und somit das ursprüngliche Aussehen des Gebäudes zu bewahren.

Bilder vom Innenraum
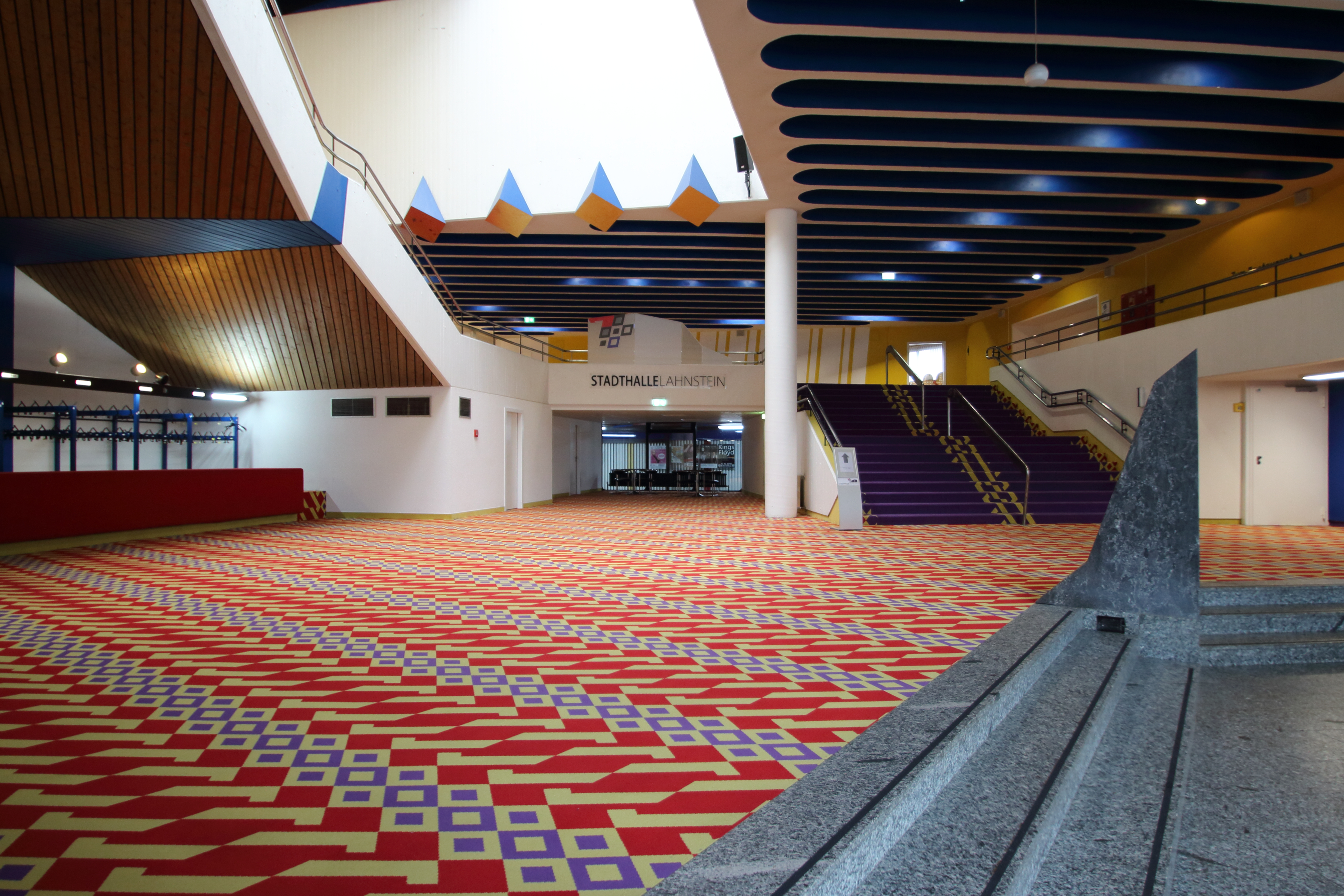
Foyer
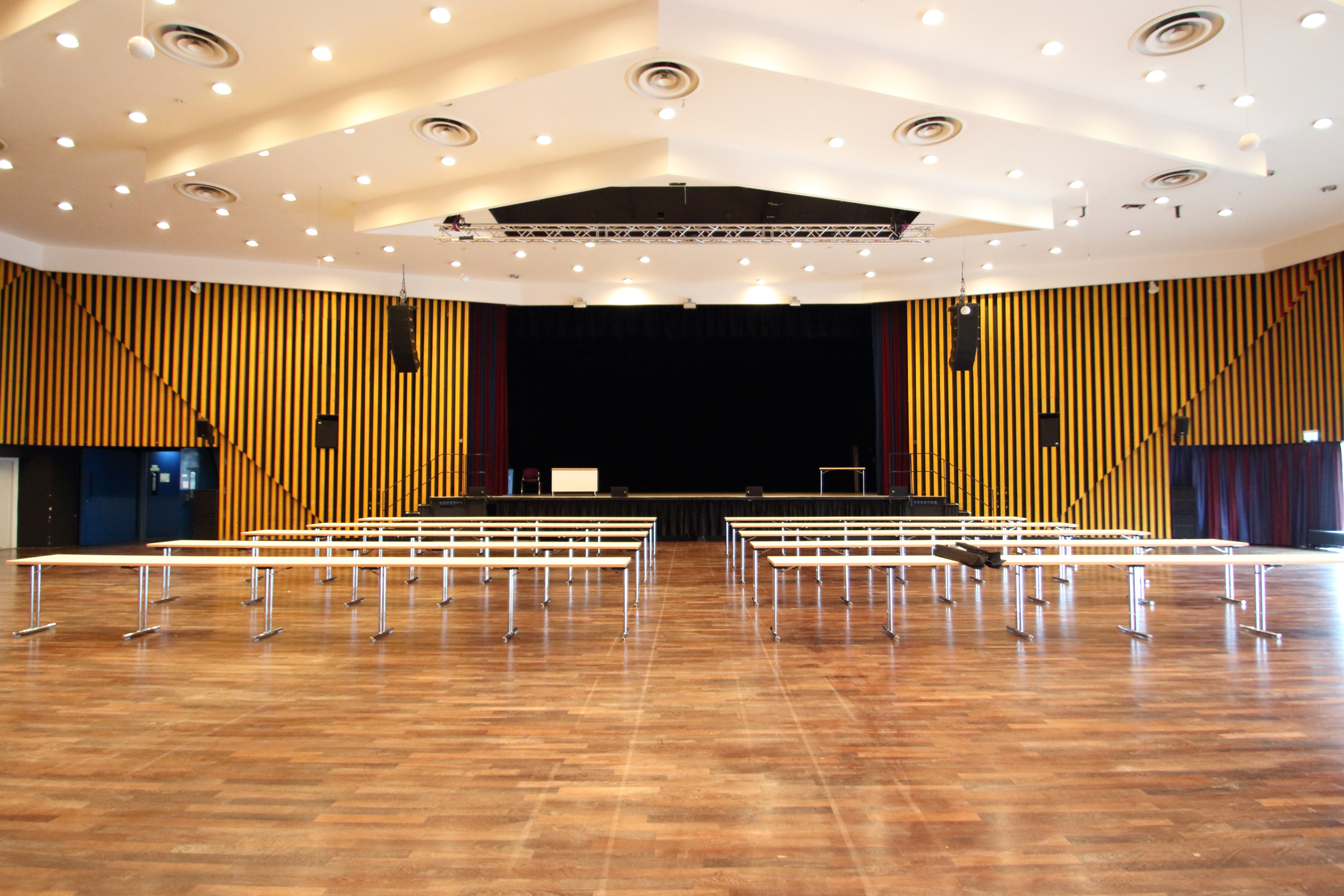
Großer Saal
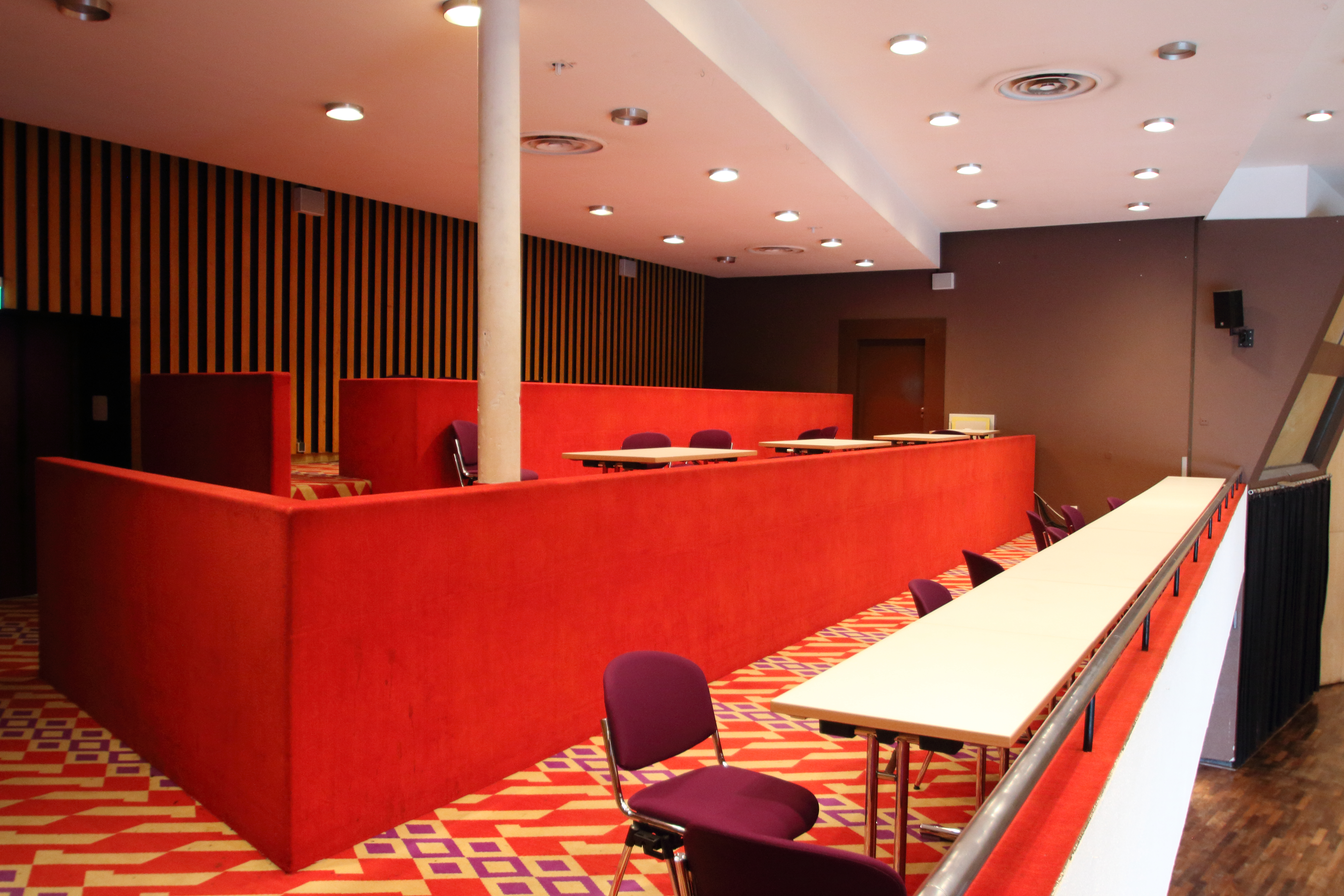
Empore
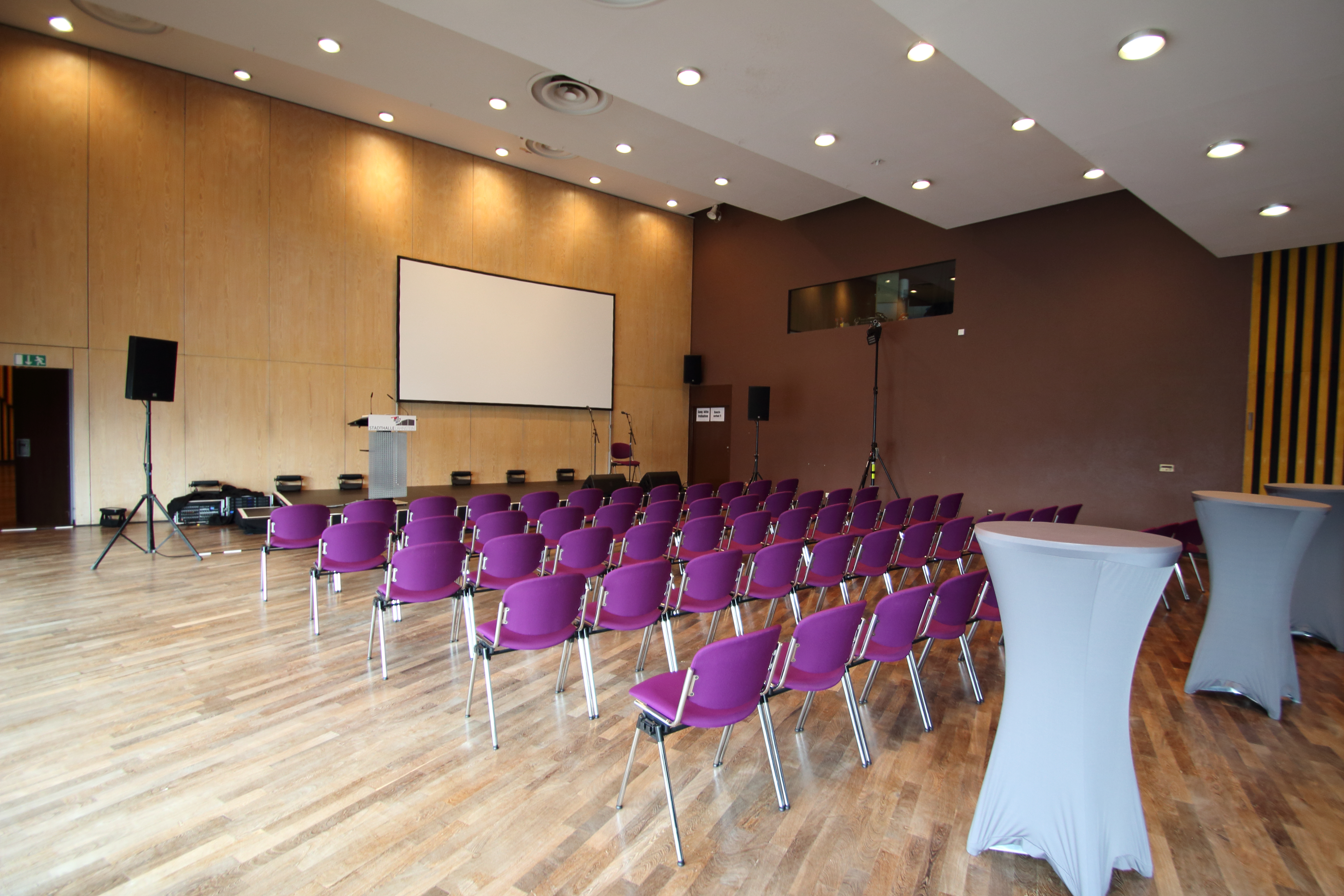
Kleiner Saal
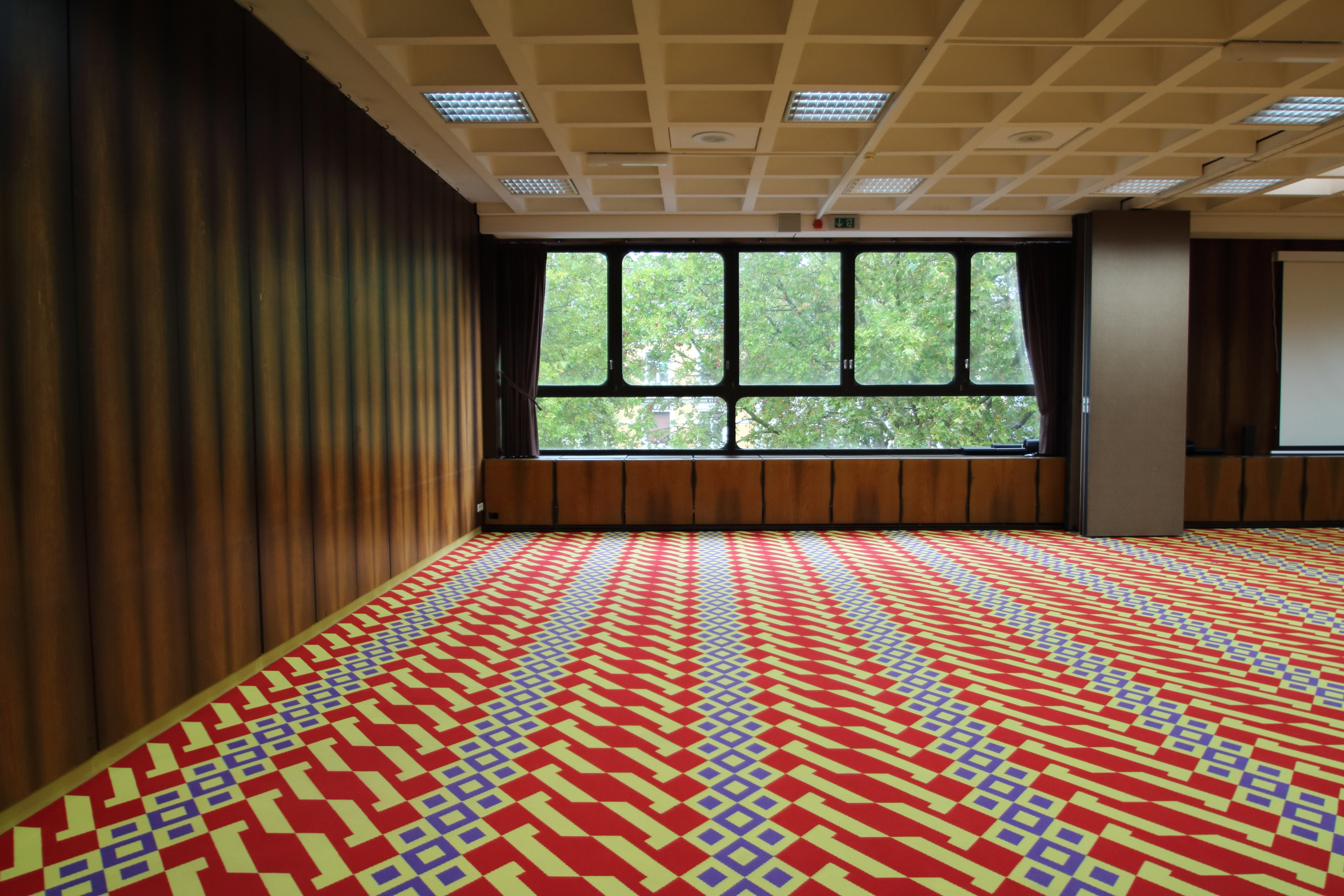
Konferenzraum
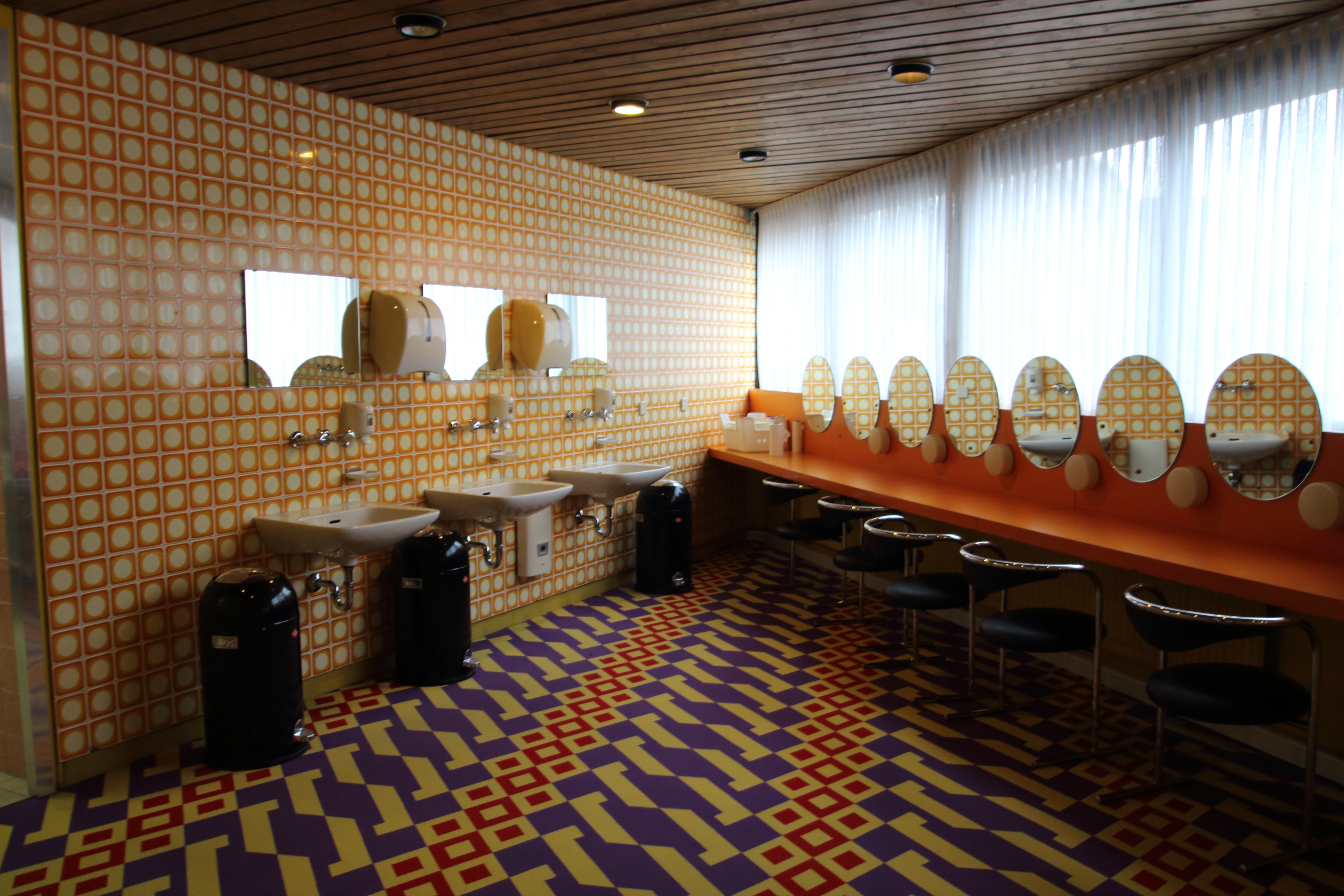
Waschraum